# جوزيف فورا
جوزيف فورا (من مواليد 6 فبراير 1955 )  هو لاعب كرة يد مجري دولي سابق ومدرب لكرة اليد. 

## الإنجازات
- البطولة الوطنية المجرية للسيدات :
  - الميدالية الفضية : 1998 ، 2000
  - الميدالية البرونزية : 1999 ، 2001 ، 2002
- كأس أوروبا لكرة اليد للسيدات :
  - النهائي: 1999 ، 2002